# Gainesville (Florida)
 For alternative betydninger, se Gainesville. (Se også artikler, som begynder med Gainesville)
Gainesville er en amerikansk by og administrativt centrum for det amerikanske county Alachua County i delstaten Florida. Byen har et indbyggertal på 141.085 (2020) indbyggere.
Byen er bedst kendt som hjemmet af University of Florida og dets fodboldhold, the "Florida Gators".

## Ekstern henvisning
- Officiel hjemmeside